# Łonky
Łonky (ukr. Лонки) – wieś na Ukrainie, w obwodzie chmielnickim, w rejonie chmielnickim, w hromadzie Wołoczyska. W 2001 roku liczyła 486 mieszkańców.
Była to rodzinna miejscowość profesora Stanisława Trzebińskiego.